# Liste der Biografien/Hoft
Liste der Biografien |
Portal Biografien |
Personensuche
# |
A |
B |
C |
D |
E |
F |
G |
H |
I |
J |
K |
L |
M |
N |
O |
P |
Q |
R |
S |
T |
U |
V |
W |
X |
Y |
Z |
?
 
Ha |
Hd |
He |
Hi |
Hj |
Hk |
Hl |
Hm |
Hn |
Ho |
Hr |
Hs |
Ht |
Hu |
Hv |
Hw |
Hy
 
Hoa |
Hob |
Hoc |
Hod |
Hoe |
Hof |
Hog–Hok |
Hol |
Hom |
Hon |
Hoo |
Hop |
Hoq |
Hor |
Hos |
Hot |
Hou |
Hov |
How |
Hox |
Hoy |
Hoz
 
Hofa |
Hofb |
Hofd |
Hofe |
Hoff |
Hofg |
Hofh |
Hofi |
Hofk |
Hofl |
Hofm |
Hofn |
Hofp |
Hofr |
Hofs |
Hoft |
Hofv |
Hofw |
Hofz
Die Liste der Biografien führt alle Personen auf, die in der deutschsprachigen Wikipedia einen Artikel haben. Dieses ist eine Teilliste mit 16 Einträgen von Personen, deren Namen mit den Buchstaben „Hoft“ beginnt.

## Hoft
- Höft, Albert (1893–1980), deutscher Politiker (SPD), MdL
- Höft, Friedrich, deutscher Architekt in Deutsch-Südwestafrika
- Höft, Fritz (1925–1995), deutscher Chorpädagoge und Chordirigent
- Höft, Katrin (* 1982), deutsche Schauspielerin
- Höft, Mathias, deutscher American-Football-Spieler
- Höft, Michael (* 1952), deutscher Kaufmann, Unternehmer und Manager
- Höft, Michael, deutscher American-Football-Spieler
- Höft, Moritz (* 1980), deutscher Leichtathlet
- Höft, Rainer (* 1956), deutscher Handballspieler

### Hofte
- Höfte, Hermannus (1884–1961), niederländischer Ruderer
- Hofte, Maarten ter (* 2003), niederländischer Rollstuhltennisspieler
- Hoften, James van (* 1944), US-amerikanischer Astronaut
- Hofter, Mathias René (* 1953), deutscher Klassischer Archäologe

### Hoftm
- Höftmann, Hildegard (1927–2018), deutsche Afrikanistin
- Höftmann, Katharina (* 1984), deutsche Journalistin und Buchautorin

### Hofty
- Hoftych, Pavel (* 1967), tschechischer Fußballspieler und -trainer